# Фіона Вуд
Фіона Мелані Вуд (нар. 2 лютого 1958) — австралійський пластичний хірург англійського походження, що працює у Перті, Західна Австралія. Директор відділу лікування опіків Королівської лікарні Перта та Служби опіків Західної Австралії. Крім того, Вуд — клінічний професор Школи педіатрії та дитячого здоров'я Університету Західної Австралії та директор Фонду Фіони Вуд (раніше Дослідницький фонд Маккомб).

## Молодість й освіта
Вуд народилася 2 лютого 1958 року у Йоркширі, Англія, стала третьою з чотирьох дітей. Її батько Джефф працював шахтарем, а мати Елсі — вчителем фізкультури. Росла у відносній бідності, тому батьки підтримували дітей в отриманні кращої освіти, а мати перевелася до школи квакерів, щоб покращити їхні освітні можливості. Вуд навчалася в Аквортській школі поблизу Понтефракта, Західний Йоркшир. У дитинстві займалася спортом і сподівалася на кар'єру олімпійського спринтера. У 1978 році вона була однією з дванадцяти жінок, яких прийняли до медичної школи лікарні Святого Томаса у Лондоні, вона закінчила її зі ступенем бакалавра медицини, бакалавра хірургії у 1981 році.

## Кар'єра та дослідження
Вуд працювала у лондонській лікарні Грейт Ормонд-стріт, а потім у лікарні королеви Вікторії. Вона вийшла заміж за хірурга із Західної Австралії Тоні Кірата. У 1987 році подружжя з двома дітьми переїхало до Перта. Вуд закінчила навчання з пластичної хірургії між народженням ще чотирьох дітей. У 1991 році Вуд стала першою жінкою-пластичним хірургом у Західній Австралії. У 1993 році вона почала працювати з вченим-медиком Марі Стоунер у галузі тканинної інженерії. Вони зосередилися на особливо болючих ураженнях — лікуванні опіків. Завдяки своїй роботі Вуд і Стоунер змогли суттєво скоротити час відновлення шкіри та значно зменшити постійні рубці у постраждалих від опіків.
У жовтні 2002 року Вуд потрапила у центр уваги ЗМІ, коли більшість людей, які вижили після вибухів на Балі 2002 року, потрапили на лікування до Королівської лікарні Перта. Вона очолила групу, яка працювала над порятунком 28 пацієнтів з опіками від 2 до 92 відсотків тіла, смертельними інфекціями та відстроченим шоком.
У 2003 році Вуд отримала Орден Австралії. Прем'єр-міністр Австралії Джон Говард назвав її австралійкою року за 2005 рік на церемонії у Канберрі з нагоди Дня Австралії.
У березні 2007 року, після аварійної посадки літака Garuda Indonesia Flight 200, Вуд вирушила до Джок'якарти для надання екстреної медичної допомоги пацієнтам з опіками.
У 2006 році вона стала об'єктом критики за публічну підтримку ліків Нурофен. Отриманий прибуток пішов до Фонду Маккомб, який вона очолювала. Згодом Австралійська медична асоціація порадила лікарям відмовитися від «схвалення терапевтичних товарів». Пізніше Вуд сказала, що «не буде досліджувати це знову, тому що вважає, що негативне сприйняття переважує користь… Я вважаю, що це була помилка для мене особисто».
У 2022 році вийшла друком її біографія «Під її шкірою» Сью Вільямс, частка доходів від книги пішла до фонду Фіони Вуд.

### Шкіра «spray-on».
Вуд стала відомою завдяки своєму запатентованому винаходу шкірі «spray-on» для лікування пацієнтів з опіками. Попередні методи відновлення шкіри займали 21 день для отримання достатньої кількості клітин для покриття великих опіків, Вуд скоротила цей період до п'яти днів. Це зменшення залежало від типу шкіри; Вуд зосередила свої зусилля на тоншій шкірі, через яку потрібно менше часу для проникнення ферментних розчинів. Завдяки дослідженню вона виявила, що рубці значно зменшуються, якщо замінити шкіру — протягом 10 днів. Це пов'язано з тим, що швидке закриття рани значно зменшує ймовірність інфікування, що є однією з головних причин серйозних рубців. Як для фахівця з опіків для Вуд Святий Ґрааль — це «зцілення без рубців і ран».
Вуд створив компанію Avita Medical для комерціалізації процедури. Вона почала справу у 1992 році, коли у королівську лікарню Перта був доставлений шкільний вчитель з опіками бензином 90 % тіла. Вуд звернулася до винайденої у США технології відновлення шкіри, щоб врятувати життя пацієнта, працюючи ночами в лабораторії разом з ученою Марі Стоунер. Вони разом досліджували тканинну інженерію. Вони перейшли від вирощування шкірного покриву до нанесення клітинного спрею; здобувши світову репутацію новаторів у цій галузі. Компанія почала працювати у 1993 році та зараз створює невеликі біопсії в більші об'єми суспензій клітин шкіри всього за п'ять днів. Цією послугою користуються хірурги Сіднею, Окленда та Бірмінгема. У багатьох випадках клітини можуть бути доставлені літаком і готові до використання наступного дня.
Вуд отримала багато похвал від пацієнтів і ЗМІ. Вона викликала суперечки серед інших опікових хірургів, оскільки «spray-on» не був клінічно тестованим. Клінічне випробування було заплановано у 2005 році у лікарні королеви Вікторії, Англія.
У 2009 році компанія Вуд Avita Medical отримала 1,45 мільйона доларів США від Інституту регенеративної медицини Збройних сил США для прискорення випуску одного з ключових продуктів компанії — ReCell.

## Нагороди та відзнаки
- Вуд стала австралійкою, якій найбільше довіряли в опитуванні «Рідерз дайджест» протягом шести років поспіль з 2005 до 2010 рік[18]
- Вона є живим скарбом Австралії.
- У 2005 році Вуд отримала нагороду «Громадянин року» Західної Австралії за її внесок у медицину у галузі дослідження опіків.
- У 2015 році Вуд був обраний членом Австралійської академії охорони здоров'я та медичних наук[19].